# Desporto da África
Futebol é o esporte mais popular em quase todos os países africanos, e em 2010 África do Sul tornou-se a primeira nação africana para sediar o campeonato do mundo. Algumas nações africanas, como Quênia e Etiópia, são muito dominantes na corrida de longa distância, enquanto países como o Zimbabwe é principalmente uma nação críquete. Rugby e golfe são razoavelmente populares em apenas um par de países africanos, embora o rugby ser muito popular na África do Sul. A falta de sucesso africano em esportes internacionais é devido à falta de infra-estrutura.